# Onthophagus opacifalculatus
Onthophagus opacifalculatus là một loài bọ cánh cứng trong họ Bọ hung (Scarabaeidae).